# De Brandemeer
Waterschap De Brandemeer was een waterschap in de Nederlandse gemeente Lemsterland in de provincie Friesland. Het waterschap was een zelfstandig bestuursorgaan van 1941 tot 1969.
De oppervlakte van het waterschap bedroeg 92 hectare. De taak van het waterschap was het regelen van de waterstand. Bij de eerste waterschapsconcentratie in de provincie ging De Brandemeer op in waterschap Tusken Mar en Klif. Na verdere fusies valt het gebied sinds 2004 onder Wetterskip Fryslân.